# Arqueosofía
La Arqueosofía o “Ciencia de los principios” es una doctrina esotérica elaborada por el esoterista italiano Tommaso Palamidessi (1915-1983), a finales de 1960.

## La doctrina arqueosófica

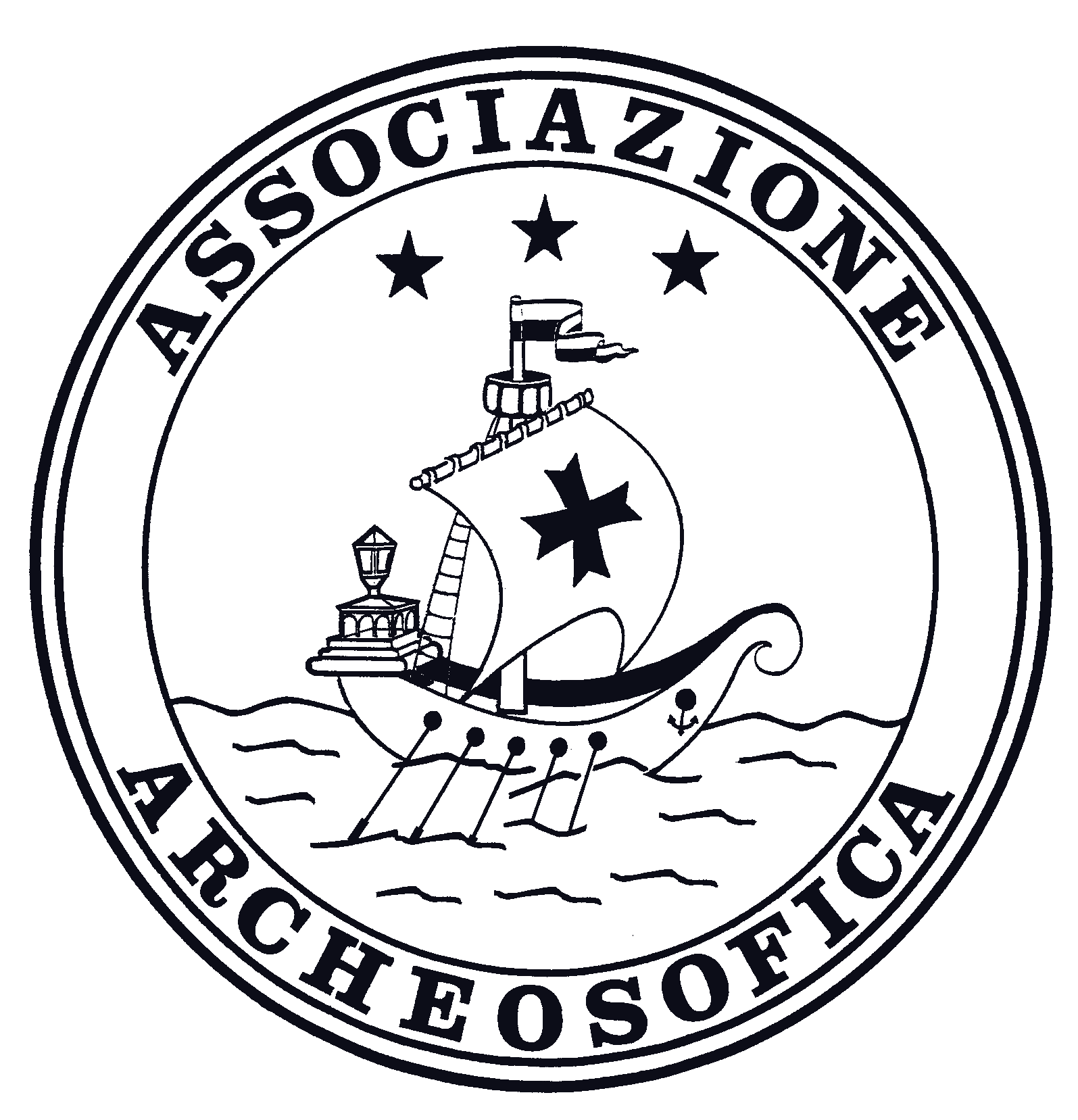
Emblema de la asociación Arqueosófica.

La Arqueosofía es una forma de esoterismo cristiano ecléctico que se inspira tanto en las enseñanzas ocultas de occidente (hermetismo, alquimia, astrología, cábala, teosofía), como en el tantrismo de la India y del cristianismo de la Iglesia ortodoxa. 
Los primeros Padres de la Iglesia preconciliaria, tales como Clemente de Alejandría y Orígenes, hicieron confluir en la teología cristiana antiguos temas doctrinales provenientes de la gnosis y de Oriente, fundando así una exégesis esotérica del texto bíblico, importante elemento de la síntesis arqueosófica. La Arqueosofía considera al hombre como una estructura compleja, compuesta de una serie de cuerpos sutiles (etéreo, astral, mental, causal) y de una triada de principios distintos entre sí: el espíritu, el alma y el alma erodinámica (neologismo de Palamidessi). Estos tres principios, que aparecen antes del nacimiento físico del individuo, constituyen los tres aspectos o “centros de gravedad” del hombre verdadero e inmortal o Ego, y se expresan a través de los diferentes cuerpos sutiles llamados vehículos (el espíritu ligado a lo mental, el alma a lo astral y el alma erodinámica a lo etéreo). Estos, a su vez, corresponden a ciertos centros “ocultos” del hombre (chakra) que son perceptibles durante la práctica esotérica de la meditación. Específicamente, el espíritu está ligado al centro frontal (situado entre las cejas), el alma al centro cardiaco (próximo al corazón) y el alma erodinámica al centro basal (a la base de la columna vertebral). 
El hombre es una criatura en perpetua evolución y ésta se efectúa a través de la metempsicosis: por medio de su cuerpo causal, el hombre atraviesa la cadena de las reencarnaciones, ligado siempre a su propio karma. El hombre aspira a lo “absoluto sin forma” que reside más allá de la manifestación sensible; un absoluto que es puro poder, pura sabiduría y puro amor.
El instrumento principal de la evolución, según la arqueosofía, es la ascesis. La ascesis (del griego «askesis», «ejercicio», «disciplina espiritual»), es un ejercicio incesante, una lucha por el perfeccionamiento interior, un infatigable entrenamiento del hombre espiritual quien desea ofrecer sus principios anímicos armoniosos al servicio de los modelos arquetípicos y divinos. La ascesis, según Palamidessi, acerca la criatura al Creador, favoreciendo el proceso de divinización que los Padres de Oriente llaman teosis. Ella permite entonces la expansión de los sentidos “espirituales” (clarividencia, clariaudiencia, recuerdo de vidas pasadas).